# 皂化值
皂化值或皂化價（英語：Saponification Number），表示在特定條件下皂化1克油脂樣品所需的氫氧化鉀(KOH)毫克數(mg)。皂化價用於評估樣品中以三酸甘油脂形式存在的所有脂肪酸的平均分子量。皂化價越高，代表平均分子量越低，反之亦然。

## 皂化反应
皂化反应仅限于油脂与氢氧化钠或氢氧化钾混合，得到高级脂肪酸的钠/钾盐和甘油的反应。其化学反应机制于1823年由法国科学家米歇尔·欧仁·谢弗勒尔（Eugène Chevreul）发现。
1. ↑  Bashyal, Jyoti. . scienceinfo.com. 2023-07-26  [2024-06-29]. （原始内容存档于2024-07-03） （美国英语）.